# كارمن كاروزا
كارمن كاروزا Carmen Carrozza (ولد في 20 يوليو 1921 – ومات في 17 يونيو 2013) عازف أكورديون أمريكي. 

## حياته
ولد في قرية سولانو في ريجيو دي كالابريا في إيطاليا في عام 1921، وهاجر إلى أمريكا مع عائلته في سن التاسعة، واستقروا في تشاباكوا في نيويورك.

## حبه للأكورديون
عزف على البيانو والفيولين، لكنه وقع في حب الأكورديون.
درس الأكورديون على يد بيترو ديرو، أحد رواد الأكورديون في الولايات المتحدة.

## عروضه
وعزف كعازف منفرد مع أوركسترا بوسطن بوبس تحت قيادة أرثر فيدلر، وكذلك أوركسترا سنسناتي السيمفوني، وأوركسترا بافالو الفيلهارموني، والأوركسترا السيمفوني الوطني في الولايات المتحدة.
كما عزف في الكثير من المسارح في أوروبا وحصل على الميدلية الذهبية في إيطاليا عد عزفه المميز في مسرح تياترو دي بافيا.

## جمعية الأكورديون الأمريكية
كان رئيسا لجمعية الأكورديون الأمريكية، وهي منظمة وطنية مكرسة لتطوير الأكورديون.